# Conopholis alpina
Conopholis alpina är en snyltrotsväxtart som beskrevs av Frederik Michael Liebmann. Conopholis alpina ingår i släktet Conopholis och familjen snyltrotsväxter. Inga underarter finns listade i Catalogue of Life.